# Szabadszállás
Szabadszállás is een plaats (város) en gemeente in het Hongaarse comitaat Bács-Kiskun. Szabadszállás telt 6850 inwoners (2005).

## Geboren
- Beatrix Tóth (1967), handbalster